# Scrioaștea
Scrioaștea es una comuna ubicada en el distrito de Teleorman, Rumania.

## Superficie
Posee una superficie de 60,10 kilómetros cuadrados.

## Demografía
Hasta 2021 la población era de 3524 habitantes, con una densidad de población de 58,64 habitantes por kilómetro cuadrado.